# Temuguruh
Temuguruh is een bestuurslaag in het regentschap Banyuwangi van de provincie Oost-Java, Indonesië. Temuguruh telt 9595 inwoners (volkstelling 2010).